# Bilbao (sitio arqueológico)
Bilbao es un sitio arqueológico mesoamericano que se encuentra a 1,6 km de la actual ciudad de Santa Lucía Cotzumalguapa, en Escuintla, Guatemala. El sitio está situado en medio de las plantaciones de azúcar de la planicie costera del Pacífico y su principal fase de ocupación data del período Clásico. Bilbao fue un importante centro de la cultura de Cotzumalhuapa y su ocupación principal data del Clásico Tardío (c. 600–800 d. C.). Bilbao es el antiguo nombre de la finca en la cual se encuentra el sitio y de la cual se deriva su nombre.

## Ubicación
Bilbao se encuentra en las afueras de Santa Lucía Cotzumalguapa, a una altidtud de 370 m s. n. m. Los sitios arqueológicos de Bilbao, El Baúl y El Castillo formaban parte del mismo centro urbano que se extendía sobre unos 10 km². Esta área urbana se conoce como la "zona nuclear de Cotzumalhuapa", y Bilbao se encuentra en el extremo sur de esta zona. El crecimiento urbano de la villa moderna de Santa Lucía Cotzumalguapa se expandió hasta llegar al borde de la arquitectura monumental del sitio.
El accidente geográfico más sobresaliente en la cercanía de la zona nuclear de Cotzumalhaupa es el volcán de Fuego (3835 m s. n. m.), uno de los volcanes más activos del mundo, que se encuentra a una distancia de sólo 21 km de Bilbao. Es probable que la actividad volcánica haya afectada a la población del lugar, y que las caídas de ceniza volcánica afectaron las rutas de transporte, la agricultura y las viviendas perecederas.

## Historia

### Periodo Preclásico
Bilbao fue ocupado desde el Preclásico y fue el sitio más importante, datando del Preclásico, en lo que posteriormente se convirtió en la zona nuclear de Cotzumalhuapa.

### Periodo Clásico
Una cantidad sustancial de cerámica del Clásico Medio y Clásico Tardío fueron encontrados en depósitos mixtos en Bilbao.

### Periodo Postclásico
Aunque los restos que datan del Posclásico se encuentran cerca de la superficie en varias partes de la zona nuclear de Cotzumalhuapa, el único complejo residencial en la zona que data de este periodo, se encuentra en el sitio de Bilbao.

### Historia moderna
Las tierras que contienen el yacimiento arqueológico fueron despejadas en 1860 por Pedro de Anda, un funcionario civil local, para establecer una plantación de café con el nombre de "finca Peor es Nada". En 1890 la finca Bilbao se formó tras la fusión de la finca "Peor es Nada" con otra parcela de tierra. En 1957, el nombre de la finca Bilbao fue cambiado en finca "Las Ilusiones".
En 1863 el médico austriaco Simeon Habel hizo dibujos de algunas de las esculturas en Bilbao, los cuales fueron publicados por el Smithsonian Institution en 1878. Adolph Bastian del Museo Real de Berlín visitó el sitio en 1876 y firmó un contrato con Pedro de Anda para explorar las ruinas. En 1877 Carl H. Berendt fue contratado para trasladar los mejores monumentos hacia el Museo Real. Los monumentos fueron enviados por barco  desde Puerto San José en la costa del Pacífico, donde se perdió uno de los monumentos durante la embarcación. El resto —un total de 31 monumentos— llegó a Berlín en 1883, entre ellos algunas estalas muy bien conservadas que representan jugadores del juego de pelota mesoamericano. En 1884, el ingeniero Albert Napp llevó a cabo el mapeo del sitio. Su mapa original se perdió durante más de un siglo antes de ser encontrado en 1994 en Berlín.

## Descripción del sitio
Los restos arquitectónicos se componen de montículos de tierra cubiertos por plantaciones de caña de azúcar. El estilo escultórico del sitio difiere del de los mayas del periodo Clásico y puede representar la influencia de la vanguardia pipil, de habla náhuatl, que emigró desde el centro de México y se estableció en la llanura costera del Pacífico de Guatemala y El Salvador durante el período Posclásico. Es posible que la influencia mexicana que se puede observar, no llegó directamente a la zona, sino que podría haber sido transmitida a través de estados vecinos como los de Tiquisate o de La Gomera en la misma región costera del Pacífico de Guatemala.
Cuando se descubrió por primera vez, el sitio estaba cubierto de bosque, el cual se despejó para establecer plantaciones de café, que desde entonces han sido reemplazados por caña de azúcar.
Se llevaron a cabo investigaciones arqueológicas por Lee A. Parsons y Stephan F. de Borhegyi. Parsons sugirió que Bilbao fue una colonia fundada durante el Clásico Medio (c. 400-550 d. C.) por la metrópoli distante de Teotihuacán. con El Tajín como intermediario, y que logró obtener su independencia entre 550 y 700 d. C. Sin embargo, la arqueóloga Marion Popenoe de Hatch sostiene que el sitio data del Clásico Tardío. Las estructuras arquitectónicas de Bilbao están enterradas bajo una gruesa capa de tierra volcánica, hasta el punto de que sólo las estructuras más grandes pueden distinguirse como montículos.
El núcleo de Bilbao se compone de una serie de plataformas que bajan gradualmente hacia el sur. No existe evidencia de que estas plataformas tenían muros exteriores y parecen haber sido abiertas y accesibles. La arquitectura monumental de Bilbao puede haber servido como un conjunto residencial de la élite, así como un lugar de culto.
En la Plaza de los monumentos se encontraba la mayoría de las esculturas del sitio, incluyendo los monumentos 1 hasta 8, un grupo de estelas que fue trasladado al Museo Real de Berlín. La plaza era accesible desde el exterior a través de rampas y escaleras.
Conjunto A se encuentra inmediatamente al oeste de la Plaza de los monumentos y se compone de 6 estructuras.
Conjunto B está inmediatamente al norte del Conjunto A y consiste de 4 estructuras.
Conjunto C está inmediatamente al norte del Conjunto B y tiene 3 estructuras.
Conjunto D está inmediatamente al norte del Conjunto C and contains 4 estructuras.
Los conjuntos A hasta D están bordeados al este por el río Canilla.

### Calzadas
Bilbao está conectado con otros sitios en la zona nuclear de Cotzumalhuapa por un sistema de calzadas pavimentadas con piedras, lo que refuerza la interpretación de la zona como un centro urbano articulado. Existen tres calzadas principales:
La calzada Gavarrete conecta Bilbao con El Baúl y tiene una longitud de 3 km. Fue la principal calzada de la zona nuclear y tenía una anchura de entre 11 y 14 m. La calzada fue nombrada en honor del historiador guatemalteco Juan Gavarrete.
La calzada Berendt es una extensión de 1 km de la calzada Gavarrete y conecta Bilbao con El Castillo.
La calzada Habel tiene una longitud de 2 km y conecta El Castillo con Golón, a sólo 1 km de Bilbao.

### Escultura

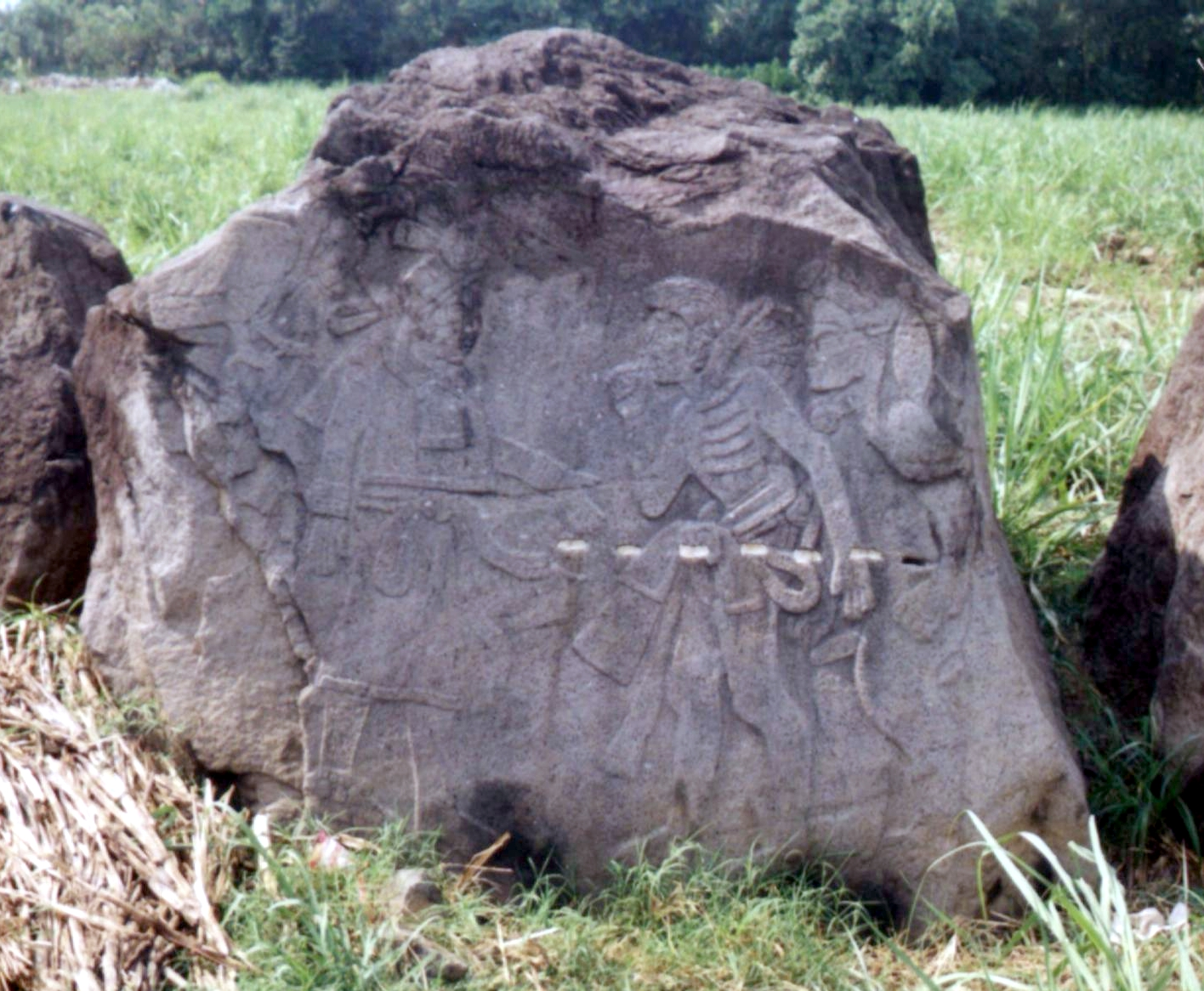
Monumento 19 en Bilbao.

De los 58 monumentos que Parsons registró en Bilbao, solo 3 quedaron in situ en la Plaza de monumentos de Bilbao. Incluso antes de la extracción de la mayor parte de las esculturas en el siglo XIX, muchos de ellas ya habían sido dañadas por la población local que las utilizó como  material de construcción. Las rocas esculpidas restantes se encuentran entre los montículos de tierra del centro ceremonial del sitio; incluyen dos esculturas que representan a Tláloc, una deidad del centro de México, talladas en una roca al borde de un arroyo. Una parte importante de la arquitectura y de la escultura en relieve representa imaginaría asociada con el juego de pelota. En Bilbao, los relieves del juego de pelota incluyen plantas en florecimiento o con frutas que simbolizan la fertilidad agrícola. Las estelas en Bilbao tienen representaciones de jugadores de pelota con cabezas sin cuerpo y diferentes esculturas muestran cuerpos desmembrados. Esculturas de extremidades desmembradas están talladas de manera circular y muestran huesos sobresalientes.
Se hallaron varios ejemplos bien conservados de esculturas de estilo barrigón del Preclásico Tardío. Son piedras talladas que representan figuras humanas obesas y se encuentran en muchos sitios a lo largo de la costa del Pacífico.
Monumento 1 data del período Clásico. Representa a un jugador de pelota blandiendo un cuchillo en una mano y una cabeza cortada en la otra. Esta figura está de pie sobre un torso humano desmembrado, sin extremidades ni cabeza. Alrededor de la figura principal se encuentran cuatro figuras más pequeñas, también llevando cabezas cortadas. El monumento se encontraba originalmente en la Plaza de monumentos, pero fue transferido al Museo Etnológico de Berlín.
Monumento 2 se encontraba en la Plaza de monumentos y fue trasladado al Museo Etnológico de Berlín.

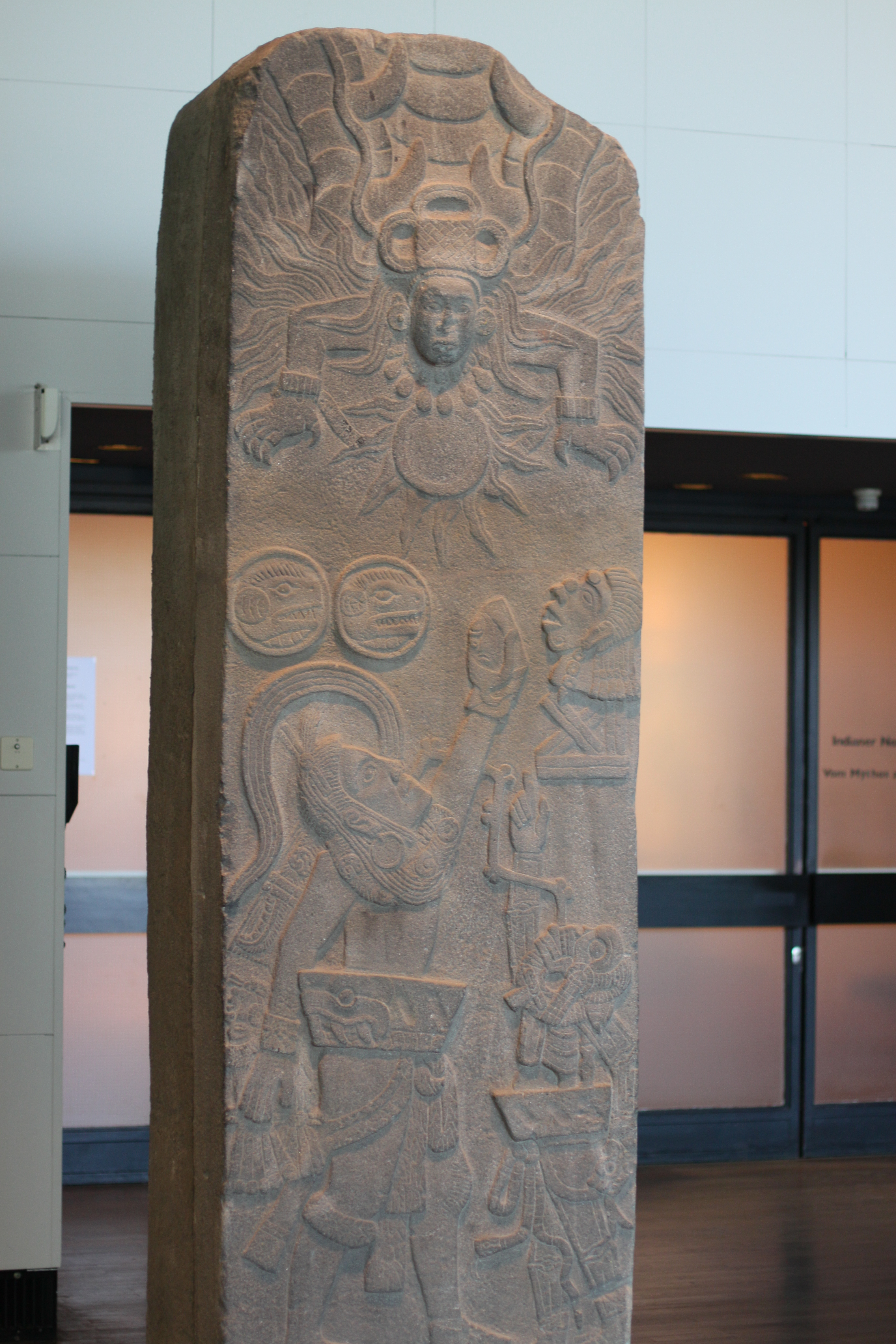
Monument 3 en el Museo Etnológico de Berlín.

Monumento 3 tiene una figura grande que representa a un jugador de pelota, y una figura más pequeña que representa a la deidad de la muerte; ambos están de pie delante un templo y usan yugos del juego de pelota. El pelotero está ofreciendo un corazón humano al sol. El monumento se encontraba en la Plaza de monumentos, pero fue posteriormente trasladado al Museo Etnológico de Berlín.
Monumento 4 representa un chamán cuya lengua tiene la forma de un cuchillo. Estaba situado en la Plaza de monumentos y fue trasladado al Museo Etnológico de Berlín.
Monumento 5, Monumento 6, Monumento 7 y Monumento 8 se encontraban en la Plaza de monumentos y fueron trasladados al Museo Etnológico de Berlín.
Monumento 16 es una de las pocas esculturas que permanecieron en el sitio, y está ubicado en una plantación de caña de azúcar.
Monumento 17 se perdió en el mar cuando estaba siendo cargado en un buque para su transporte a Berlín. La parte de la escultura que se perdió representaba a un buitre devorando un torso humano. La parte que se salvó solo muestra la punta de un ala y está guardada en el almacén del museo de Berlín.
Monumento 18 es una gran estela esculpida que tiene una forma algo rectangular y un borde elevado. Representa a tres figuras de pie. La figura a la izquierda hace frente a los otros dos a su lado derecho. Entre la figura de la izquierda y la figura central hay un objeto rectangular con pinzas de cangrejo en la parte inferior. Hay un círculo que contiene la cabeza de un mono en la parte superior de la escultura. Monumento 18 data del periodo Clásico y se encontraba al lado oeste del Montículo 4 del Conjunto B.
Monumento 19 representa a tres figuras, la mayor de las cuales lleva un tocado elaborado con una plima Xiuhcoatl ("turquesa/serpiente de fuego"). parece estar ofreciendo ayuda a una persona menos afortunada.

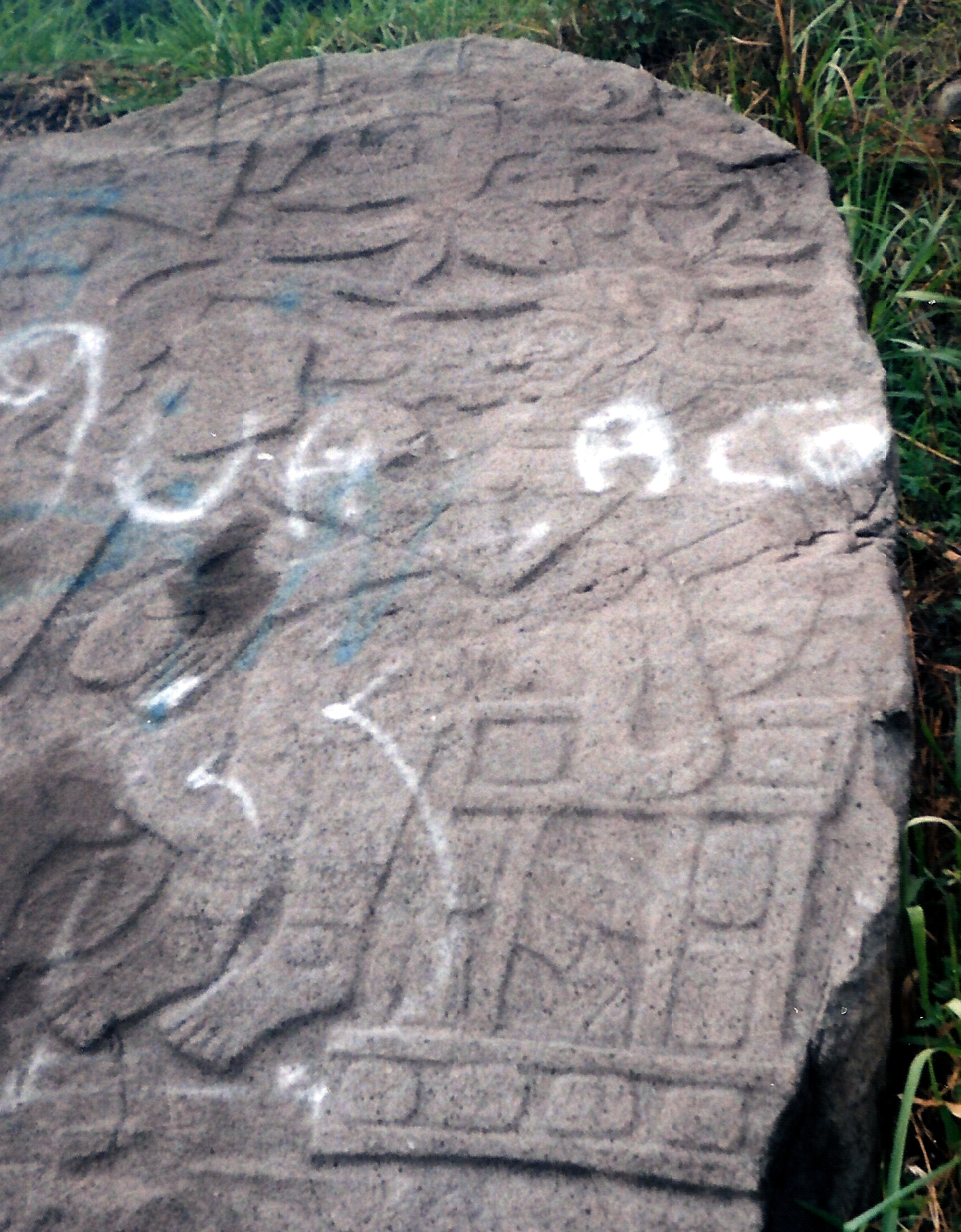
Figura sentada en un trono en el Monumento 21

Monumento 21 es una roca de basalto en un campo de caña de azúcar. La roca tiene una superficie superior artificialmente aplanada que lleva una escultura de bajo relieve. La superficie tallada tiene una pendiente de 35° y mide 11 por 13 pies. La escultura representa tres figuras principales. La figura central es la más grande y hace frente a una segunda figura sentada en un trono. La tercera figura está detrás de la figura central; es más pequeña y lleva una marioneta. La escena se llena de enredaderas retorcidas que brotan frutos de cacao  con rostros humanos. Otros detalles del monumento incluyen aves, serpientes y una mariposa con una cabeza humana. Monumento 21 data del periodo Clásico, y se encuentra al este del Montículo 2, en el centro del Conjunto B. La decoración en la falda de una de las figuras puede ser una representación de la cara de la deidad Xipe Totec del centro de México.
Monumento 24 fue trasladado al Museo Nacional de Arqueología y Etnología en la Ciudad de Guatemala.
Monumento 46 es una escultura barrigón.
Monumento 47 es una escultura barrigón.
Monumento 58 es una escultura barrigón. Cuando fue excavado por Parsons se encontró tumbado sobre un lado, con la cabeza apoyada sobre el escalón más bajo de la escalera, y con el Monumento 59 (un trono o altar) boca abajo encima de la misma. Originalmente, la escultura barrigón pudo haber estado sentada en el trono. También es posible que haya sido puesto a la base de la escalera, con el trono en la parte superior.
Monumento 59 es un altar o trono de piedra con cuatro patas. Fue encontrado descansando en la parte superior del Monumento 58, una escultura barrigón en la parte inferior de una escalera. Es posible que originalmente haya apoyado el Monumento 58.

### Golón
Golón es un área importante dentro de la Zona Nuclear de Cotzumalhuapa. Se encuentra a 1 km de Bilbao y está conectado al mismo sistema de calzadas pavimentadas. Es también un área que contiene escultura monumental adicional.